# Cheiloneurus peniculoartus
Cheiloneurus peniculoartus är en stekelart som beskrevs av Singh och Agarwal 1993. Cheiloneurus peniculoartus ingår i släktet Cheiloneurus och familjen sköldlussteklar. Inga underarter finns listade i Catalogue of Life.